# Gerhard Karner (Fußballspieler)
Gerhard Karner (* 27. August 1990 in Oberpullendorf) ist ein österreichischer Fußballspieler.

## Karriere

### Über die Akademie nach Parndorf
Karner begann seine Karriere beim UFC Donnerskirchen. 2004 kam er in die AKA Burgenland, in der er bis 2008 spielte. Zur Saison 2008/09 wechselte er zum viertklassigen UFC Purbach. Jene Saison beendete er mit Purbach als Siebter in der Landesliga Burgenland.
Zur Saison 2009/10 wechselte er zur viertklassigen Zweitmannschaft des SC-ESV Parndorf 1919.

### Erste Schritte in der Regionalliga und Aufstieg
Im Oktober 2011 stand er gegen die Amateure des FC Admira Wacker Mödling erstmals im Kader der ersten Mannschaft von Parndorf. Im Mai 2012 debütierte er schließlich in der Regionalliga, als er am 26. Spieltag der Saison 2011/12 gegen den SV Horn in der 73. Minute für Filip Juroszek eingewechselt wurde. Bereits in der 88. Minute musste er das Spielfeld nach zwei Gelben Karten jedoch wieder verlassen. Bis Saisonende kam er zu drei Einsätzen in der Regionalliga; Parndorf belegte zu Saisonende den vierten Tabellenplatz in der Regionalliga Ost.
Im August 2012 stand er gegen die SV Oberwart erstmals in der Startelf von Parndorf. Im selben Monat erzielte er bei einem 3:2-Sieg gegen die Amateure der SV Mattersburg sein erstes Tor in der dritthöchsten Spielklasse. In der Saison 2012/13 absolvierte er insgesamt 23 Spiele in der Regionalliga und erzielte dabei drei Tore. Mit Parndorf konnte er zu Saisonende Meister werden und somit in der Relegation um den Aufstieg in die zweite Liga spielen. In dieser besiegte man in beiden Spielen den Zweitliga-Tabellenletzten FC Blau-Weiß Linz und stieg somit in die zweite Liga auf. Karner stand in beiden Relegationsspielen in der Startaufstellung. Nach dem Aufstieg debütierte er im Juli 2013 in der zweithöchsten Spielklasse, als er am zweiten Spieltag der Saison 2013/14 gegen die Kapfenberger SV in der 78. Minute für Michael Koller eingewechselt wurde. Im Mai 2014 erzielte er bei einer 4:1-Niederlage gegen den SCR Altach sein erstes Tor in der zweiten Liga. Bis Saisonende absolvierte er 24 Zweitligaspiele, in denen er ein Tor erzielte. Zu Saisonende belegte er mit Parndorf den neunten und somit vorletzten Tabellenrang, womit man in der Relegation um den Klassenerhalt spielen musste. In dieser scheiterte man jedoch gegen den Meister der Regionalliga Mitte, den LASK, nach einer Niederlage und einem Remis und musste somit in die Regionalliga absteigen. Karner kam wie bereits in der Vorsaison in beiden Relegationspartien zum Einsatz.
Nach dem Abstieg absolvierte er bis zum Ende der Saison 2014/15 26 Spiele in der Regionalliga und erzielte dabei neun Tore. Mit Parndorf beendete er die Saison als Vizemeister hinter dem SC Ritzing. Da den Ritzingern allerdings die Lizenz für die zweithöchste Spielklasse verweigert worden war, durfte er mit Parndorf an der Relegation um den Aufstieg teilnehmen. In dieser scheiterte man jedoch wie in der Vorsaison am Meister der Regionalliga Mitte, dem SK Austria Klagenfurt, nach einem Sieg und einer Niederlage mit einem Gesamtscore von 5:3. Karner erzielte nach seiner Einwechslung im Hinspiel in der Nachspielzeit den Siegtreffer zum 2:1. Bei der 4:1-Niederlage im Rückspiel wurde er in der Halbzeitpause eingewechselt. Nach der verlorenen Relegation nahm er mit den Burgenländern auch in der Saison 2015/16 an der Regionalliga teil, in der in jener Saison 27 Spiele absolvierte und dabei sieben Treffer erzielte. Mit dem Aufstieg hatte man jedoch in dieser Saison nichts mehr zu tun, man beendete die Saison mit 27 Punkten Rückstand auf den Meister SV Horn als Siebter.

### Kreuzbandriss und Comeback
In der Saison 2016/17 platzierte er sich mit Parndorf auf dem neunten Tabellenrang, Karner absolvierte in jener Spielzeit acht Regionalligaspiele und blieb dabei ohne Torerfolg. Karner fiel jedoch nahezu die gesamte Spielzeit aus: Nachdem er bereits den Saisonstart aufgrund einer Handverletzung verpasst hatte, die er sich im ÖFB-Cup gegen den LASK zugezogen hatte, riss er sich im Oktober 2016 in der elften Runde gegen den FCM Traiskirchen das Kreuzband. Nachdem er im September 2017 sein Comeback in der Regionalliga gegeben hatte, riss er im Oktober 2017 im Spiel gegen den Wiener Sport-Club sich nach einem Schlag gegen den Knöchel zwei Bänder und musste bis zur Winterpause pausieren. In der Saison 2017/18 kam er dennoch in 22 von 31 Saisonspielen zum Einsatz und erzielte dabei vier Tore. Mit Parndorf beendete er jene Saison auf dem 13. Tabellenrang.